# Perigracilia
Perigracilia is een kevergeslacht uit de familie van de boktorren (Cerambycidae). De wetenschappelijke naam van het geslacht werd voor het eerst geldig gepubliceerd in 1942 door Linsley.

## Soorten
Perigracilia omvat de volgende soorten:
- Perigracilia delicata Knull, 1942
- Perigracilia tenuis Linsley, 1942